# Хабур (приток Тигра)
Хабу́р (тур. Habur Çayı, араб. خابور‎) — река в Турции и Ираке, левый приток Тигра. Площадь водосборного бассейна составляет 5737 км² (6024 км²). Средний расход воды — 68 м³/с (58 м³/с). Длина составляет 181 км (из них 160 км — на территории Ирака).
Река берёт своё начало на юго-востоке Турции, течёт на юг и пересекает границу с Ираком. В Ираке Хабур поворачивает на запад, протекает через Заху и впадает в Тигр слева на стыке границ Ирака, Турции и Сирии.
Бассейн Хабура гористый, расположен на высотах от 300 до 3300 м над уровнем моря. Среднегодовая норма осадков в бассейне реки составляет около 780 мм, среднегодовая температура — 10 °C. Количество воды в реке сильно меняется в зависимости от сезона, достигает пика в мае. Максимальный зарегистрированный расход воды (Чамсирму) — 996,2 м³/с, минимальный — 2,7 м³/с.